# Sendangduwur
Sendangduwur is een bestuurslaag in het regentschap Lamongan van de provincie Oost-Java, Indonesië. Sendangduwur telt 1793 inwoners (volkstelling 2010).